# سيزار ريجامونتي
سيزار ريجامونتي (بالإسبانية: César Rigamonti)‏ هو لاعب كرة قدم أرجنتيني في مركز حراسة المرمى، ولد في 7 أبريل 1987 في San Agustín, Córdoba ‏ في الأرجنتين. لعب مع نادي أتليتيكو بيلغرانو.

## وصلات خارجية
- سيزار ريجامونتي على موقع قاعدة بيانات كرة القدم.إي يو (الإنجليزية)
- سيزار ريجامونتي على موقع Soccerway.com (الإنجليزية)